# Сова (газета)
«Сова́» — ілюстрована сатирична газета ліберального москвофільського характеру на Закарпатті, що виходила двічі на місяць українською, русинською та російською мовами. За весь час вийшло п'ять номерів внаслідок релігійних гонінь.

## Історія
Заснована і редагувалася Віктором Кімаком. Виходила з 2 липня 1871 року в Унгварі, Австро-Угорщина (нині — Ужгород, Закарпатська область) двічі на місяць. Матеріали в «Сові» друкувалися трьома мовами: русинською, українською та російською.
Газета виступала проти мадяризації та окатоличення жителів Закарпаття. В історії журналістики Угорського королівства це був унікальний випадок, коли публіцист Віктор Кімак систематично нападав із критикою на вище церковне керівництво краю. За свою спрямованість «Сова» зазнавала гонінь з боку церкви та уряду.
Після виходу першого номера «Сови» єпископ домігся припинення публікації газети в Унгварі. Віктор Кімак далі видавав її в Будапешті, де опублікував ще чотири номери, поки тижневик не заборонили. Після виходу п'ятого номера газету закрили.

## Тематика
У газеті висвітлювалося важке становище Карпатської України, що входила тоді до складу Австро-Угорщини. Періодичне видання активно виступало проти мадяризації та окатоличення мешканців Закарпаття.

## Головні редактори
- Віктор Кімак (1871—1871)